# Rain Man
Rain Man är en amerikansk dramafilm från 1988 i regi av Barry Levinson, med manus av Barry Morrow och Ronald Bass. Huvudrollerna spelas av Dustin Hoffman och Tom Cruise. Filmen hade biopremiär i USA den 16 december 1988 och Sverigepremiär den 17 mars 1989 på biografen Astoria i Stockholm.
Dustin Hoffmans rollfigur, Raymond Babbitt, är baserad på "savanten" Kim Peek. Dustin Hoffman träffade Kim inför förberedelserna till filmen och tackade honom sedan i sitt tal vid Oscarsgalan 1989.

## Handling
Charlie Babbitt (Tom Cruise) försöker tjäna stora pengar på import av sportbilar då han nås av nyheten att hans far avlidit. Oberörd av dessa nyheter färdas han till Cincinnati för att delta i begravningen och väntar sig att få ett stort arv. Men det enda han får ärva är en 1949 års Buick och några prisbelönta rosenbuskar, medan resten sätts in i en fond med en okänd förmånstagare.
Charlie spårar förmånstagaren till behandlingshemmet Wallbrook. Förmånstagaren visar sig vara hans okände autistiske äldre bror Raymond Babbitt (Dustin Hoffman). Fortfarande arg för sin del av arvet tar Charlie med sig Raymond till Las Vegas för att försöka ta arvet från honom. Charlie tar först med Raymond till flygplatsen men Raymond är livrädd för att flyga. Istället blir de tvungna att ta bilen. Efter det så försöker han få arvet.

## Medverkande (urval)
| Dustin Hoffman     | – Raymond Babbitt            |
| Tom Cruise         | – Charlie Babbitt            |
| Valeria Golino     | – Susanna, Charlies flickvän |
| Jerry Molen        | – Dr Bruner                  |
| Jack Murdock       | – John Mooney                |
| Michael D. Roberts | – Vern                       |
| Ralph Seymore      | – Lenny                      |
| Lucinda Jenney     | – Iris                       |
| Bonnie Hunt        | – Sally Dibbs                |
| Kim Robillard      | – Doktorn                    |
| Beth Grant         | – Modern på bondgården       |

## Priser och nomineringar
- Rain Man belönades med fyra Oscarstatyetter: Bästa film, bästa manliga huvudroll, bästa regi samt bästa originalmanuskript. Filmen nominerades dessutom för bästa musik, bästa klippning, bästa scenografi och bästa foto.